# Phantasmagoria: The Visions of Lewis Carroll
Phantasmagoria: The Visions of Lewis Carroll es una película en la que Marilyn Manson iba a hacer su debut como director, pero finalmente, después de hacer el guion del film, decidió que Roger Avary dirigiera la película. 
El proyecto salió a la luz en 2006 y la fecha todavía no está definida, pues se dice que será en 2011, pero todavía nada es seguro. Algunos dicen[cita requerida] que es muy improbable que llegue algún día a ver la luz, pues su contenido es bastante fuerte y sale de los estándares del cine de hoy. El film ha sido catalogado con el género de terror-fantasía; la historia relata la vida del escritor Lewis Carroll, autor de Alicia en el país de las maravillas, contada desde un punto de vista fantástico y ficticio adaptando la biografía de L. Carrol. Marilyn Manson ya no dirigirá el film, pero lo protagonizará y producirá en su mayor parte contando con un capital de $ 4 200 000. 

## Reparto
- Marilyn Manson como Lewis Carroll.
- Lily Cole como Alicia (de Alicia en el país de las maravillas).
- Evan Rachel Wood como el alter ego de Alicia.
- Tilda Swinton como la mujer de los sueños de Lewis Carroll.

## Argumento
La historia arranca en la época Victoriana, cuando un conocido escritor que vive en su castillo comienza a tener visiones de una chica llamada Alicia. Su nombre es Lewis Carroll y espera aterrorizado cada noche, las sorpresas que le depararán el personaje que anteriormente ha creado en su libro Alicia en el país de las maravillas.

## Equipo (orden alfabético)
- Roger Avary — director
- Lewis Carroll — autor original
- Geoffrey Cox — guionista
- Benoît Debie — cinematografía
- Ginger Fish — música
- Madonna Wayne Gacy — música
- Andy Gerold — música
- Rob Holliday — música
- Steven Klein — departamento de artes/art department
- Marilyn Manson — productor, guionista, BSO
- Alain de la Mata — productor
- Twiggy Ramirez — música
- Jesús Sabbat — guionista
- Rudy Coby — encargado de efectos especiales
- Anthony de Silva — guionista
- Tim Skold — música
- Chris Vrenna — música